# ショーン・メンデス
ショーン・ピーター・ラウル・メンデス（Shawn Peter Raul Mendes〘英語の発音: /ˈmɛndɛz/, ポルトガル語: [ˈmẽdɨʃ]〙、1998年8月8日 - ）は、カナダ・トロント出身のシンガーソングライター、ファッションモデル。
2015年に1stアルバム『ハンドリトゥン (原題: Handwritten)』から、3枚目のシングルとして出した「スティッチーズ (原題: Stitches)」は、アメリカ合衆国やカナダで、売上トップ10に達し、更にイギリスでもナンバーワンを記録した。2016年9月23日に2枚目のアルバムとなる『イルミネイト(原題: Illuminate)』を、2018年5月25日に3枚目のアルバム『ショーン・メンデス（原題：Shawn Mendes）』をリリース。デビュー・アルバムから3作連続で全米アルバム・チャート（Billboard 200) 首位を獲得した史上3番目に若いソロ・アーティストとなった。

## 人物
ポルトガルのアルガルヴェ出身で飲食関係の会社に勤める父親と、イングランド出身で不動産管理人である母親のもと、1998年8月8日にオンタリオ州トロントで生まれ、通っていたPine Ridge Secondary Schoolのあるオンタリオ州ピカリングで育つ。妹が1人おり、4人家族である。身長187cm。

## 経歴

### 2013年～2015年
2013年からインターネット上の動画サイトVineやYouTubeに「As Long As You Love Me」(オリジナル: Justin Bieber)や「Say Something」(オリジナル: A Great Big World, Christina Aguilera)などのヒット曲をカバーした動画をアップしはじめ、1ヶ月で100万回以上のビュー数を獲得して2014年8月にはフォロー数第3位のVinerとなる。これによって、SNSを通じて一躍スターとなったティーンたちで構成される、ミート・アンド・グリートを目的としたMAGCONというツアーに参加することとなった。その後前述の「Say Something」の動画が後にマネージャーとなるAndrew Gertlerの目に留まり、アイランド・レコードと契約を結ぶ。2014年には1stシングル「Life of the Party」をリリース。この曲はカナダチャートでは最高9位、ビルボードHot 100チャートでは最高24位を記録し、同チャートにおいてデビューシングルで25位以内に入った歌手の最年少記録を15歳11ヶ月4日で更新する。
なお、オースティン・マホーンのツアーではオープニング・アクトを務め、2014年7月にはデビューEP「The Shawn Mendes EP」をリリースした。9月5日にリリースされたザ・ヴァンプスの楽曲Oh Cecilia (Breaking My Heart)では、ミュージックビデオも含めゲスト参加(フィーチャリング)している。
2015年4月に1stアルバム『Handwritten』をリリース。このアルバムから出された3枚目のシングルである、「Stitches」がアメリカのビルボードHot 100チャートで最高位4位を記録する。また、この年にはディズニーのミュージカル映画であるディセンダントのために「Believe」をレコーディングし、テイラー・スウィフトのThe 1989 World Tour北米公演においてVance Joyやハイムと共にオープニング・アクトを務めた。
2014年, 2015年, 2016年, 2017年と4年連続でタイムズ紙の「最も影響力のあるティーン25人」に選ばれている。また2016年には、フォーブス紙の30 Under 30にも名を連ねている。

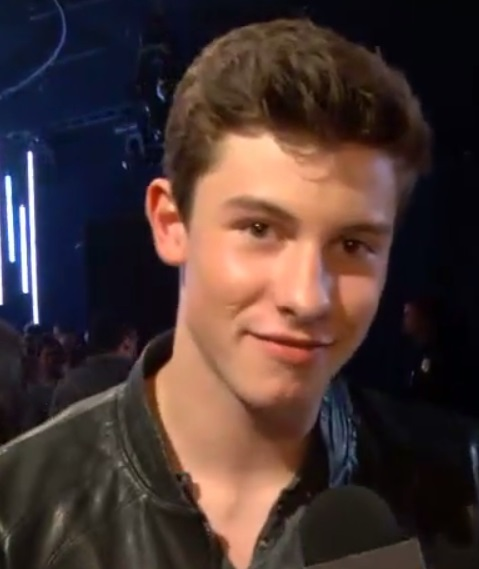
ショーン・メンデス（2015年）

2015年11月に元フィフス・ハーモニーのメンバー、カミラ・カベロとのコラボレーション曲「I Know What You Did Last Summer」をリリース。この曲は『Handwritten』を再構成して11月にリリースされた、Handwritten Revisitedに収められている。

### 2016年～2018年
2016年1月にはCWテレビジョンネットワークのテレビドラマシリーズ、ハンドレッドの第3シーズンに出演。モデル事務所ウィルヘルミーナ・モデルズとも契約を交わす。6月には2ndアルバム『Illuminate』からのシングル「Treat You Better」を、8月には同アルバムよりMercyをそれぞれリリース。「Treat You Better」は、ビルボードHot 100チャートでトップ10入りを果たし、ビルボードアダルト・コンテンポラリー・チャートとビルボードアダルト・ポップ・ソングス・チャートでは首位を獲得した。
12月には9月に行われたライブのパフォーマンスが収録されたライブ･アルバム、Live at Madison Square Gardenを発表した。
2017年2月下旬にはプロモーション目的での来日、また3月下旬にはPopspringのために来日した。同年12月18日には、ワールド・ツアーの一部として東京国際フォーラムにおいて単独公演を行った。この前日には東京ビッグサイトで開催されたYouTube FanFestに出演している。
2017年7月24日には、エンポリオ・アルマーニ・コネクテッドによる新作ウォッチのワールドワイドキャンペーンにおいて、モデルとして起用されることが明らかになった。このキャンペーンの一環として、前述の2017年冬の来日時にエンポリオアルマーニ青山店において、女優・モデルのすみれと共にトークショーを行った。

### 2018年～2019年
2018年3月22日、3rdアルバムからリードシングル「In My Blood」を、3月23日には2ndシングル「Lost in Japan」をリリースした。「In My Blood」はビルボードのアダルト・ポップ・ソングスチャートで1位を獲得し、20歳未満で4枚のナンバーワンシングルを獲得した初のアーティストとなった。
2018年5月25日、3rdアルバム『Shawn Mendes』をリリース。カナダと米国で初登場1位を記録。全米での3枚目のアルバム首位獲得は、史上3番目の最年少記録となった。
アルバムのプロモーションのため、2019年にワールドツアーを開催。ツアーの他にも、ヨーロッパ、北米、南米各地の音楽フェスに出演し、2018年夏には日本のSummer Sonicへの出演も果たした。また、2018年4月21日にはイギリス女王、エリザベス2世の92歳の誕生日を記念したテレビ放送のコンサートに出演した。
2018年11月1日、ヴィクトリアズ・シークレット・ファッションショーの音楽出演者の1人として発表された。12月21日には、3曲入りのリミックスEP『The Album (Remixes)』をリリース。このEPには、ケイトラナダとの「Where Were You in the Morning?」、リオン・ブリッジズとの「Why」、ジェシー・レイエズとの「Youth」など、アルバム『Shawn Mendes』からの楽曲のリミックスが収録されている。
2019年5月3日、シングル「If I Can't Have You」をミュージックビデオとともに公開。同シングルはビルボードHot 100で初登場2位を記録し、同チャートでの彼の最高位となった。 また、オーストラリアと英国でもトップ10入りを記録し、メンデスにとって両国で5枚目のトップ10シングルとなった。7月19日には「If I Can't Have You」のグリフィンのリミックスをリリースした。
2019年6月21日、キューバ系アメリカ人シンガーソングライターのカミラ・カベロとのコラボレーション曲「Señorita」をミュージック・ビデオとともにリリース。同曲はビルボードHot 100チャートで初登場2位を記録。メンデスとカベロにとっては、2015年にリリースされた「I Know What You Did Last Summer」に続く2度目のコラボレーションとなった。2019年8月26日、「Señorita」は全米1位を獲得。メンデスにとって初のHot 100チャート首位獲得となった。2019年7月27日に発売されたアルバム『Shawn Mendes』のデラックス・エディションには、「If I Can't Have You」と「Señorita」が収録されている。

### 2020年～現在
2020年10月2日、アルバムのリード・シングル「Wonder」をリリースするとともに、同年12月4日、アルバム『Wonder』をリリースした。

## 人物

### セクシャリティ
デビュー当初からショーンがゲイであるという噂がネットを中心に根強く語られているが、これについてショーンは「「僕はゲイではないが、自分がゲイだったとしても構わない。それにゲイだったとしても何も問題はない、だが僕はそうではない」という風に言いたい」「こういう状況にどう反応したらいいか全く分からないんだ」と2020年のインタビューで語っていた。2024年にはそういった噂からインスパイアされた曲をコンサートで披露する前に「小さいときからずっとセクシャリティについての話が付いて回って、人々はそれについて長年話題にしてきた。」と切り出し、それについて「馬鹿馬鹿しいと思う。セクシャリティというのは美しく複雑なものであり、意のままに扱うことはできないんだ」と語った。更にショーンは自身のセクシャリティについて「分かっていることも、まだ発見していないこともある」と語り、「みんなと同じようにまだ探っている最中なんだ」と語った。

## 音楽性
そのギターの弾き語りを中心としたスタイルから、ポップ、アコースティック、フォーク･ポップなどのジャンルに分類されることが多い。
影響を受けたアーティストとして、ジョン・メイヤー、エド・シーラン、ジャスティン・ティンバーレイク、ブルーノ・マーズらを挙げている。

## 慈善活動
2014年にはDoSomething.orgの｢Notes from Shawn｣というキャンペーンをスタート。これはファーストシングルのLife of the Partyの歌詞をきっかけとして始められたもので、自己嫌悪・うつ状態などの人たちに向けてメッセージを送るキャンペーンである。2015年にも、同キャンペーンは続けて行われた。
Treat You BetterのMVの最後のシーンには、The National Domestic Violence Hotline（全米家庭内暴力相談窓口）のサインと電話番号が記載されている。
また、Pencils of PromiseというNPOにも25,000ドルの寄付をし、ガーナ共和国における学校建設に貢献している。

## ディスコグラフィー

### アルバム
| 年   | タイトル     | アルバム詳細                                                                                             | チャート最高位 | チャート最高位 | チャート最高位 | チャート最高位 | チャート最高位 | チャート最高位 | チャート最高位 | チャート最高位 | チャート最高位 | チャート最高位 | 認定 |
| 年   | タイトル     | アルバム詳細                                                                                             | CAN            | AUS            | DEN            | GER            | ITA            | NOR            | NZ             | SWE            | UK             | US             | 認定 |
| ---- | ------------ | --- | -------------- | -------------- | -------------- | -------------- | -------------- | -------------- | -------------- | -------------- | -------------- | -------------- | --- |
| 2015 | Handwritten  | - 発売日: 2015年4月14日 - レーベル: Island - フォーマット: CD, LP, digital download - 全米売上: 39.1万枚 | 1              | 18             | 2              | 43             | 10             | 1              | 18             | 4              | 12             | 1              | - CAN: プラチナ - DEN: プラチナ - NOR: プラチナ - SWE: プラチナ - UK: ゴールド - US: プラチナ                    |
| 2016 | Illuminate   | - 発売日: 2016年9月23日 - レーベル: Island - フォーマット: CD, LP, digital download - 全米売上: 12.1万枚 | 1              | 3              | 1              | 2              | 3              | 1              | 2              | 1              | 3              | 1              | - CAN: プラチナ - DEN: 2× プラチナ - GER: ゴールド - NOR: ゴールド - SWE: プラチナ - UK: ゴールド - US: プラチナ |
| 2018 | Shawn Mendes | - 発売日: 2018年5月25日 - レーベル: Island - フォーマット: CD, LP, digital download - 全米売上: 14.2万枚 | 1              | 1              | 2              | 3              | 2              | 2              | 2              | 5              | 3              | 1              | |
| 2020 | Wonder       | - 発売日: 2020年12月4日                                                                                  |                |                |                |                |                |                |                |                |                |                | |

### シングル
| 年                                        | タイトル                                              | チャート最高位 | チャート最高位 | チャート最高位 | チャート最高位 | チャート最高位 | チャート最高位 | チャート最高位 | チャート最高位 | チャート最高位 | チャート最高位 | 認定 | 収録アルバム                  |
| 年                                        | タイトル                                              | CAN            | AUS            | DEN            | GER            | ITA            | NOR            | NZ             | SWE            | UK             | US             | 認定 | 収録アルバム                  |
| ----------------------------------------- | ----------------------------------------------------- | -------------- | -------------- | -------------- | -------------- | -------------- | -------------- | -------------- | -------------- | -------------- | -------------- | --- | ----------------------------- |
| 2014                                      | Life of the Party                                     | 9              | —              | —              | —              | —              | —              | 6              | 37             | 99             | 24             | - CAN: 2× プラチナ - NOR: プラチナ - NZ: ゴールド - SWE: プラチナ - US: プラチナ | Handwritten                   |
| 2014                                      | Something Big                                         | 11             | —              | —              | —              | —              | —              | —              | —              | 109            | 80             | - CAN: プラチナ - US: プラチナ | Handwritten                   |
| 2015                                      | Stitches                                              | 10             | 4              | 2              | 2              | 2              | 2              | 5              | 2              | 1              | 4              | - CAN: 2× プラチナ - AUS: 5× プラチナ - DEN: 3× プラチナ - GER: プラチナ - ITA: 5× プラチナ - NOR: 4× プラチナ - NZ: 2× プラチナ - SWE: 7× プラチナ - UK: 2× プラチナ - US: 6× プラチナ | Handwritten                   |
| 2015                                      | I Know What You Did Last Summer (with Camila Cabello) | 19             | 33             | 21             | 90             | 53             | 18             | —              | 24             | 42             | 20             | - CAN: プラチナ - AUS: プラチナ - DEN: ゴールド - ITA: ゴールド - NOR: プラチナ - NZ: ゴールド - SWE: プラチナ - UK: シルバー - US: プラチナ                                            | Handwritten Revisited         |
| 2016                                      | Treat You Better                                      | 7              | 4              | 4              | 4              | 7              | 7              | 11             | 4              | 6              | 6              | - CAN: プラチナ - AUS: 3× プラチナ - DEN: プラチナ - GER: プラチナ - ITA: 3× プラチナ - NOR: 3× プラチナ - NZ: ゴールド - SWE: 4× プラチナ - UK: プラチナ - US: 3× プラチナ             | Illuminate                    |
| 2016                                      | Mercy                                                 | 22             | 13             | 7              | 16             | 17             | 16             | 18             | 20             | 15             | 15             | - AUS: 2× プラチナ - DEN: 2× プラチナ - GER: プラチナ - ITA: 2× プラチナ - NOR: 2× プラチナ - NZ: ゴールド - SWE: 2× プラチナ - UK: プラチナ - US: 2× プラチナ                          | Illuminate                    |
| 2017                                      | There's Nothing Holdin' Me Back                       | 6              | 4              | 4              | 5              | 18             | 15             | 8              | 11             | 4              | 6              | - CAN: 5× プラチナ - AUS: 4× プラチナ - DEN: 2× プラチナ - GER: プラチナ - ITA: 3× プラチナ - NZ: プラチナ - SWE: 2× プラチナ - UK: プラチナ - US: 3× プラチナ                          | Illuminate                    |
| 2018                                      | In My Blood                                           | 9              | 9              | 12             | 8              | 35             | 10             | 13             | 11             | 10             | 11             | - CAN: ゴールド - NZ: ゴールド - UK: シルバー - US: ゴールド | Shawn Mendes                  |
| 2018                                      | Lost in Japan                                         | 39             | 27             | —              | 69             | 67             | —              | —              | 55             | 30             | 64             | | Shawn Mendes                  |
| 2018                                      | Youth (featuring Khalid)                              | 22             | 19             | 14             | 43             | 57             | 18             | 22             | 23             | 35             | 65             | | Shawn Mendes                  |
| 2018                                      | Where Were You in the Morning?                        | 81             | 67             | —              | —              | —              | —              | —              | 93             | 91             | —              | | Shawn Mendes                  |
| 2018                                      | Nervous                                               | 66             | 57             | —              | 86             | —              | —              | —              | 71             | 54             | —              | | Shawn Mendes                  |
| 2019                                      | If I Can't Have You                                   |                |                |                |                |                |                |                |                |                |                | | Shawn Mendes (Deluxe Edition) |
| 2019                                      | Señorita                                              |                |                |                |                |                |                |                |                |                |                | | Shawn Mendes (Deluxe Edition) |
| 2020                                      | Wonder                                                |                |                |                |                |                |                |                |                |                |                | | Wonder                        |
| "—"は未発売またはチャート圏外を意味する。 |                                                       |                |                |                |                |                |                |                |                |                |                | |                               |

## 日本公演
- 2017年　Illuminate World Tour

12月18日 東京国際フォーラムホールＡ